# Nobelparken
Nobelparken er et bygningkompleks på Christiansbjerg i Aarhus. Dele af bygningskomplekset bruges af Aarhus Universitet, hvor blandt andet en del fag fra Aarhus Faculty of Arts hører hjemme. Udover undervisning er en del af komplekset udlejet til erhverv, ligesom der er en boligdel. Nobelparken er placeret ved et trafikalt knudepunkt i krydset mellem Randersvej og Nordre Ringgade.

## Historie
Området kendes i Aarhus også som Barnowgrunden, efter Barnow Byggemarked, der havde hjemme på stedet i 100 år. Grunden blev ledig i 1990, da Barnow solgte og fraflyttede, og det første spadestik til Nobelparken blev taget den 20. august 1997. Bygherren på projektet var Forskningsfondens Ejendomsselskab A/S og er tegnet af C.F. Møllers Tegnestue. Undervisnings- og erhvervsdelen er opført i 5 etagers bygninger der i alt er på ca. 24.500 m².

## Eksterne links
- Wikimedia Commons har flere filer relateret til Nobelparken (Aarhus)

56°10′21″N 10°12′19″Ø / 56.17250°N 10.20528°Ø